# 營盤坡摩崖造像
營盤坡摩崖造像位於重慶市大足縣北山營盤坡。1961年3月4日作為北山摩崖造像的附屬項目列為第一批全國重點文物保護單位。2000年9月7日列為第一批重慶市文物保護單位。
第一批全國重點文物保護單位名單的名稱是營盤山，當為營盤坡。